# Alphonse Ardoin
Alphonse « Bois sec » Ardoin (né le 16 novembre 1915 à Duralde dans la paroisse d'Evangeline en Louisiane ; mort le 16 mai 2007 à Eunice en Louisiane) était un accordéoniste américain qui s'est spécialisé dans la musique cadienne et était influent dans ce qui est devenu musique de zydeco.
Son surnom « bois sec » vient du fait qu'il était toujours le premier à courir dans des champs lors des tempêtes de pluie.
Après avoir commencé au triangle avec son cousin Amédé Ardoin et le violoniste Dennis McGee, il a appris l'accordéon traditionnel à l'âge de 12 ans, jouant  de la musique cadienne et se révélant comme un précurseur au zydeco.  Il a beaucoup joué avec Canray Fontenot et dans le "Ardoin Family Orchestra" avec trois de ses fils.
Ardoin est mort de cause naturelle dans une maison de retraite.